# 同和奉公会
財団法人同和奉公会（ざいだんほうじんどうわほうこうかい）は、戦前の日本の社会事業団体で、財団法人中央融和事業協会（中融協）の後継団体である。
中融協は、1925年9月に創立され厚生省の外郭団体として部落問題の解決を進めてきたが、1937年の「支那事変勃発以来時局即応の態勢を確立するため」、1941年2月「融和事業新体制要綱」が制定された。同年6月、中融協は同和奉公会に改称、改組され、差別解消というよりも被差別部落住民を戦争遂行に動員するための団体となった。1946年3月16日、同和奉公会は解散を決定した。